# 西德尼·科尔曼
西德尼·理查·科爾曼（英語：Sidney Richard Coleman，1937年3月7日—2007年11月18日），犹太裔美国理論物理學家，哈佛大学教授。他是量子场论的权威学者，在有效理论、自發對稱性破缺和宇宙学方面都有重要工作。他的演讲集《对称性面面观》（Aspect of Symmetry）是量子场论的经典著作。

## 生平
西德尼·科爾曼成長於芝加哥北部。1957年，他從伊利諾理工學院取得學士學位畢業。之後進入加州理工學院就讀，在默里·蓋爾曼的指導下學習物理，並於1962年獲得博士學位。隨後便到了哈佛大學，到2007年過世為止一直在此擔任教職。科爾曼也是在這認識了他未來的妻子黛安娜。兩人是在1970年代晚期認識，1982年結為夫妻。

## 评价
諾貝爾獎得主謝爾登·格拉肖曾對《波士頓環球報》表示：「對於某一個特定的群體他是一位巨人，當然這是因為他對一般大眾而言並不知名。他不像史蒂芬·霍金；他幾乎不為外界所知悉。然而在理論物理學家這個小社群裡，他就像神一樣。他是物理學家的物理學家。」

## 外部連結
- 西德尼·科尔曼在數學譜系計畫的資料。
- Sidneyfest 2005 - physicists' celebration of Sidney Coleman's life
- Chicago Tribune obituary, November 20, 2007.
- Harvard Gazette obituary （页面存档备份，存于）, November 29, 2007.
- Boston Globe obituary（页面存档备份，存于）, January 20, 2008.
- Physics Today obituary（页面存档备份，存于）, May 2008, written by Sheldon Glashow.
- "Quantum Mechanics In Your Face" （页面存档备份，存于）, A lecture by Prof. Coleman at the New England sectional meeting of the American Physical Society April 9, 1994.
- Physics 253: Quantum Field Theory.  Video of lectures by Sidney Coleman at Harvard in 1975-1976.